# 黒金政治
黒金政治（こっきんせいじ）は台湾で政治の腐敗をいう単語。黒は黒道（マフィア、暴力団）、金は金牛（選挙の買収）の略で政治が金と力に操られることをいう。